# Johann Caspar Zellweger

Porträt von Johann Caspar Zellweger-Gessner, circa 1827

Porträt von Johann Caspar Zellweger-Gessner, circa 1838

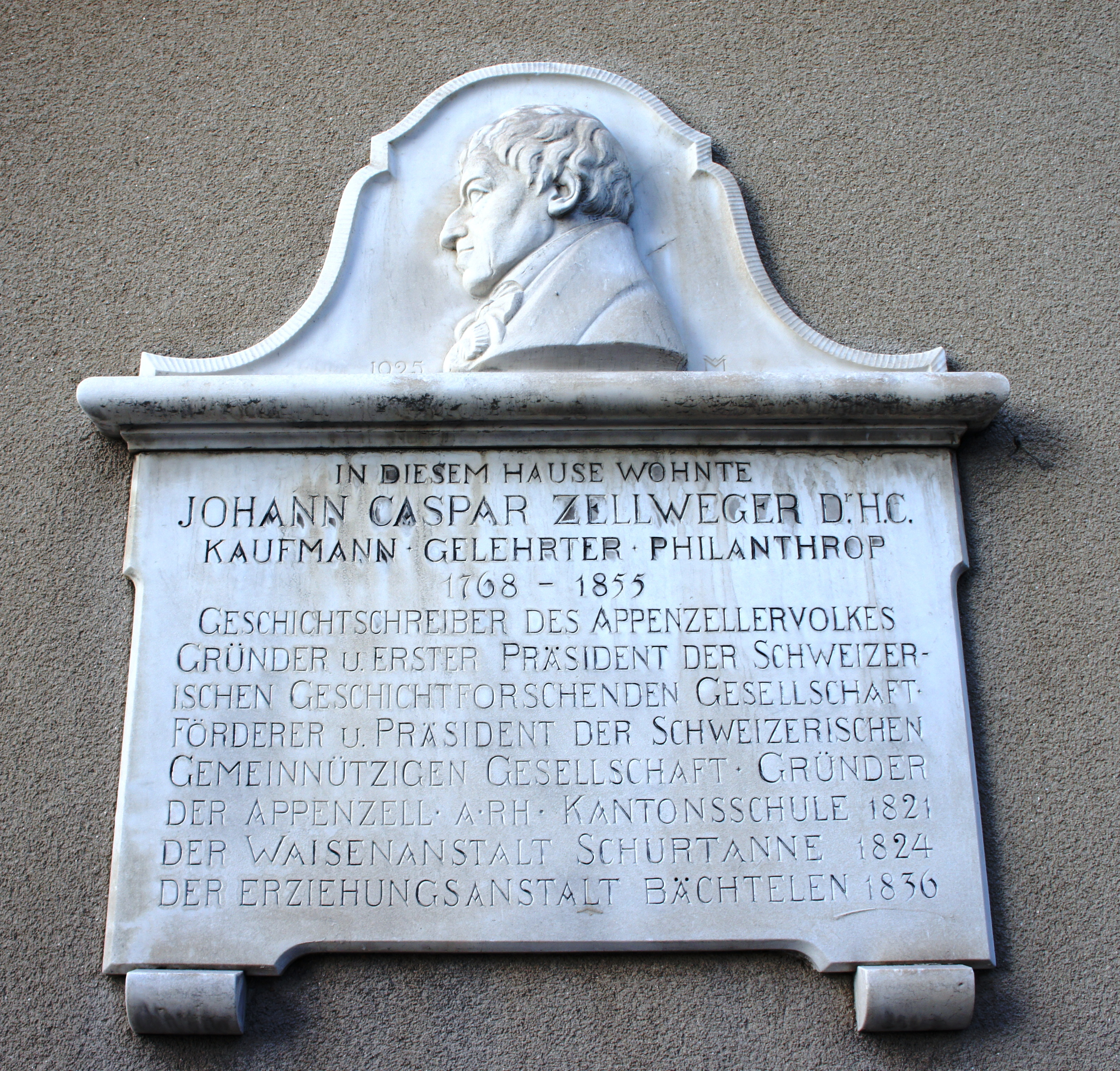
Gedenktafel am Fünfeckpalast in Trogen

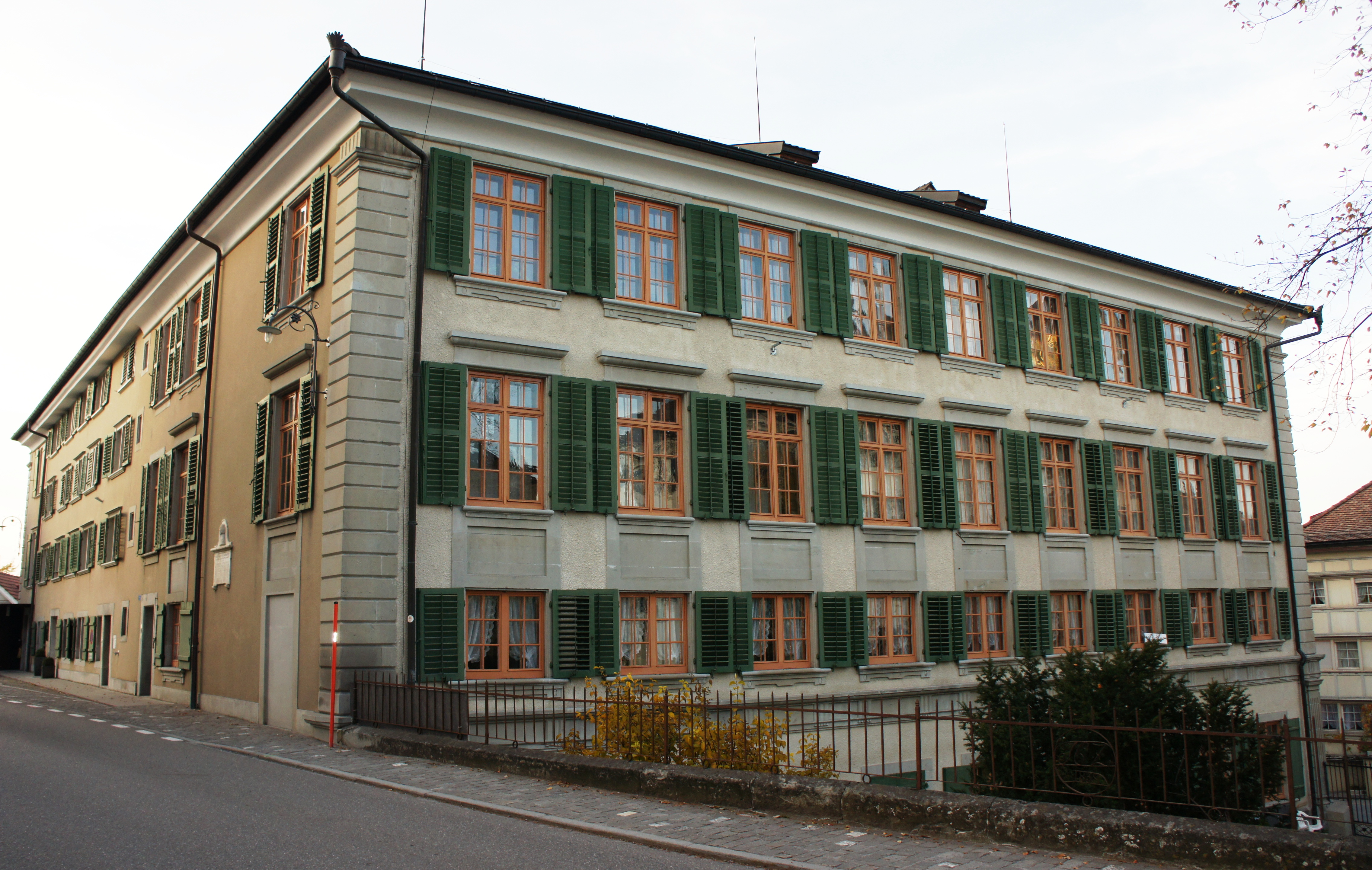
Fünfeckpalast in Trogen - Wohnhaus von J. C. Zellweger

Johann Caspar Zellweger (* 24. Februar 1768 in Trogen; † 31. Januar 1855 ebenda; heimatberechtigt in ebenda) war Kaufmann, Gelehrter und Philanthrop aus dem Kanton Appenzell Ausserrhoden.

## Leben und Wirken
Johann Caspar Zellweger war ein Sohn von Johannes Zellweger und der Anna Hirzel.   Nach Privatunterricht in Zürich und Trogen erhielt Zellweger von 1782 bis 1786 im Zweigbetrieb Lyon des väterlichen Handelsunternehmens eine kaufmännische Ausbildung. 1786 wechselte er in die Genueser Filiale. Er leitete diese in den 1790er Jahren. 1799 kehrte er nach Trogen zurück. Nach dem Tod des Vaters 1802 wurde Zellweger mit seinem Bruder Jacob Zellweger Besitzer der Handelsfirma Zellweger & Compagnie, die er als Geschäftsführer leitete. Als Wohn- und Geschäftshaus liess er von 1802 bis 1809 in Trogen den sogenannten Fünfeckpalast bauen. Im Jahr 1808 trat er aus gesundheitlichen Gründen aus der Firma aus. Er behielt aber die Leitung der Spinnereifabrik. Deren Gründung hatte er 1804 in Trogen initiiert und als eine der ersten mit leistungsfähigen wasserradbetriebenen Maschinen ausgerüstet. Als die Fabrik 1814 niederbrannte, verzichtete Zellweger auf einen Wiederaufbau und beendete seine unternehmerische Karriere.
Politisch wirkte Zellweger während der Helvetik von 1800 bis 1802 als Vizepräsident der Munizipalität Trogen sowie als Erziehungsrat im Kanton Säntis. Für diesen erzielte er mit der Aufhebung des Einfuhrverbots für Rohstoffe eine Lockerung der Handelssperren. Im Jahr 1822 wurde er als politisch unbelastete Respektsperson zum eidgenössischen Zollrevisor ernannt. Seine Bemühungen für ein schweizerisches Zollkonkordat scheiterten jedoch und liessen ihn 1833 zurücktreten.
Nach 1814 betrieb Zellweger neben gemeinnütziger Tätigkeit Quellenstudien und historische Forschung. Er verfasste umfangreiche Werke zur Appenzeller Geschichte sowie zu den diplomatischen Beziehungen der Schweiz mit Frankreich. Diese Forschungen verstand er primär als Beitrag zur Volksbildung, einem seiner zentralen Anliegen. Johann Caspar Zellweger gilt als Geschichtsschreiber des Appenzeller Volkes. Er war befreundet mit Geschichtsforschern wie Joseph von Laßberg auf Schloss Eppishausen. Er war Gründer und erster Präsident der Schweizerischen Geschichtforschenden Gesellschaft (heute Schweizerische Gesellschaft für Geschichte), sowie Förderer und Präsident der Schweizerischen Gemeinnützigen Gesellschaft.
Durch Erziehung wollte er die Armut mindern und so Handel und Gewerbe fördern. Bereits seine Spinnereifabrik mit den dort zahlreich beschäftigten Kindern hatte ihm als pädagogischen Experimentierfeld gedient. Harte Arbeit gekoppelt mit schulischer und kirchliche Unterweisung am Sonntag schien ihm die beste Erziehungsmethode. Inspiriert von Philipp Emanuel von Fellenberg gründete Zellweger in Trogen im Jahr 1820 die Kantonsschule. Im Jahr 1824 gründete er eine Armenschule (Waisenanstalt Schurtanne). Beiden schenkte er die notwendigen Gebäude und Einrichtungen, den Leiter der Armenschule, Johann Konrad Zellweger, liess er auf eigene Kosten in Hofwil ausbilden. 1835 gab er den Anstoss zur Gründung der Erziehungsanstalt Bächtelen in Wabern bei Bern.
Zur eidgenössischen Integrationsfigur wurde Zellweger über seine Tätigkeit im Vorstand der Schweizerischen Gemeinnützigen Gesellschaft. Dank seiner Impulse in den Jahren 1823, 1835 und 1850 wurde sie vor der Auflösung bewahrt. Er führte die Gesellschaft nach 1823 von der Theorie weg zur praktischen Philanthropie. Seine zahlreichen Referate und Aufsätze wiesen ihm innerhalb der Gesellschaft eine Sonderstellung zu. Zellweger war auch Mitinitiant der 1821 gegründeten Sparkasse Trogen. Im Jahr 1822 war er Mitgründer der sankt-gallisch-appenzellischen Gemeinnützigen Gesellschaft, die er später präsidierte. 1841 fungierte er als Neugründer der Schweizerischen Geschichtforschenden Gesellschaft, der er bis 1843 vorstand. Er gehört zu den herausragendsten Schweizer Vertretern des Philanthropismus. 1844 verlieh ihm die Universität Bern den Ehrendoktor.
Im Jahre 1790 heiratete Johann Caspar Zellweger Dorothea Gessner, die Tochter des Salomon Gessner, der als Gründer der NZZ gilt. Er war damit Schwager von Heinrich Gessner und Konrad Gessner.

## Publikationen
- Geschichte des Appenzellischen Volkes. 4 Bände. Meyer und Zuberbühler, Trogen 1830–1840.
- Urkunden zu Johann Caspar Zellwegers Geschichte des appenzellischen Volkes. 7 Bände. 1831–1838.
- Geschichte der diplomatischen Verhältnisse der Schweiz mit Frankreich von 1698 bis 1784. 2 Bände. Huber, St. Gallen 1848–1848.